# Струнні щипкові інструменти
Струнні щипкові інструменти — група струнних музичних інструментів, звук на яких видобувається защипуванням струни пальцем або спеціальним пристроєм.

## Історія
Найстаріші свідчення про струнні щипкові інструменти свідоцтва припадають на 2 тисячоліття до н. е. — це скульптурні зображення Месопотамії. У них відображені інструменти з невеликим корпусом, який був зроблений, з панцира черепахи або з гарбуза (обтягнутого, ймовірно, шкірою). Інше стародавнє зображення щипкового інструменту було знайдено на фризі буддійського монастиря Ертама поблизу Термеза (Узбекистан) і відноситься до періоду 1 тисячоліття до н. е. — 3 тисячоліття н. е.
Важливою віхою еволюції щипкових була поява резонаторного корпусу, що складається з трьох частин: деки, верхньої деки і двох обичайок, які їх з'єднують. Найдавніші зразки цих інструментів були відомі в Китаї в 3 або 4 столітті н. е., звідки вони поширилися на Середньому Сході. У Стародавньому Китаї широко використовувалися різні види лютні з довгою шийкою. Особливо привертає увагу так званий нефер (що в перекладі означає «краса»). Важлива роль у цьому процесі належить Єгипту. Як зазначає К. Омо, «починаючи з IX століття на заході цієї країни європейська лютня називається китаро; крім того, очевидна спорідненість між нефером і першими інструментами, зображеними на іспанських манускриптах. Нашестя арабів могло послужити — це стосується і лютні — чинником зв'язку між Північною Африкою і Південною Європою, але не можна виключити і певного впливу Малої Азії — через греко-романський світ.

## Багатоманіття щипкових інструментів
В симфонічному оркестрі щипкові представлені лише одним інструментом — арфою. В популярній музиці таким інструментом є гітара та всі її різновиди, як акустичні так і електронні.
В етномузикознавстві виділяють шийкові щипкові (лютнеподібні) та з резонаторним коробкою (цитроподібні). Лютнеподібні інструменти найпоширеніші — до цього типу належать українські бандура, кобза, торбан, а також європейські лютня і мандоліна, російська балалайка, поширені серед народів Азії тар, ситара, домбра і багато інших. Представником цитроподібних інструментів є гуслі та цитра. До цієї ж групи належать японський кото. Окрему групу, не представлену в українській народній культурі, складають арфоподібні інструменти.

## Галерея

Сімейство арфи
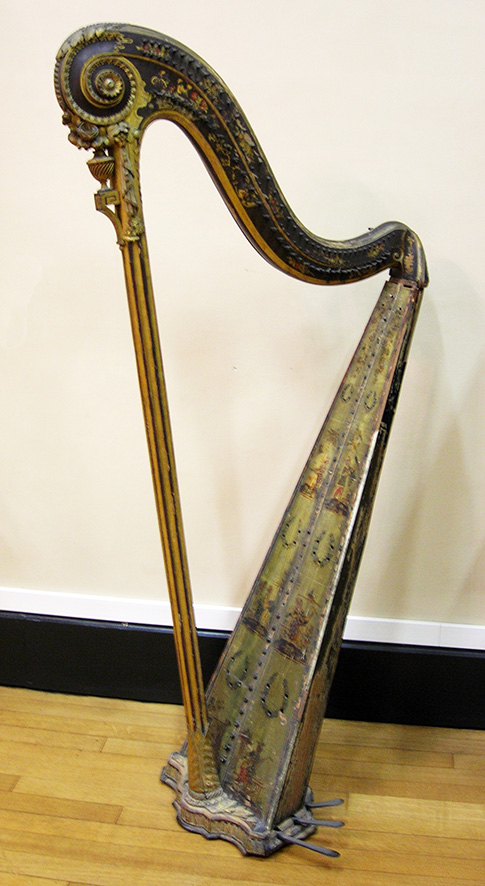
Арфа
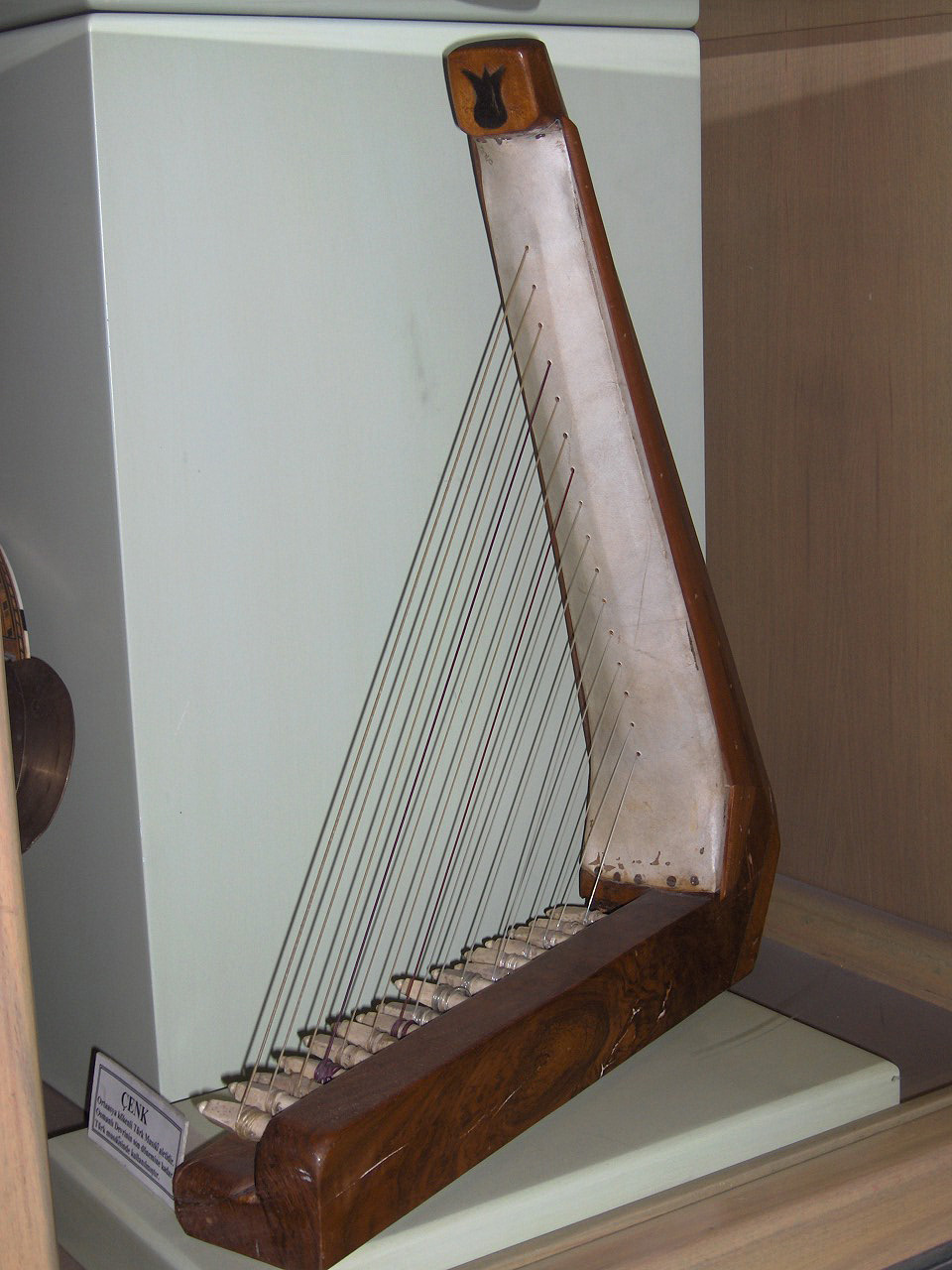
Ченг

Сімейство лютні
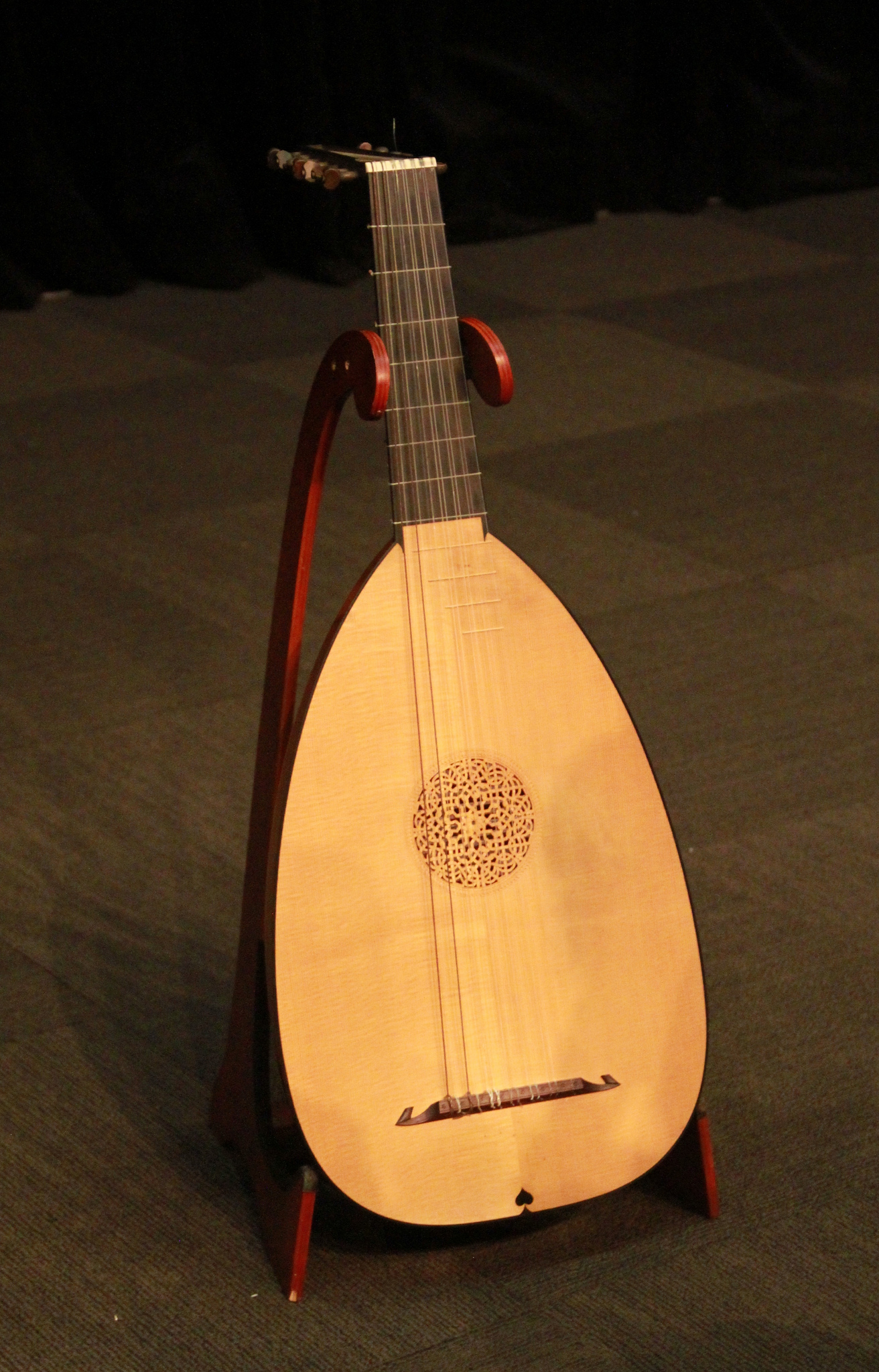
Лютня
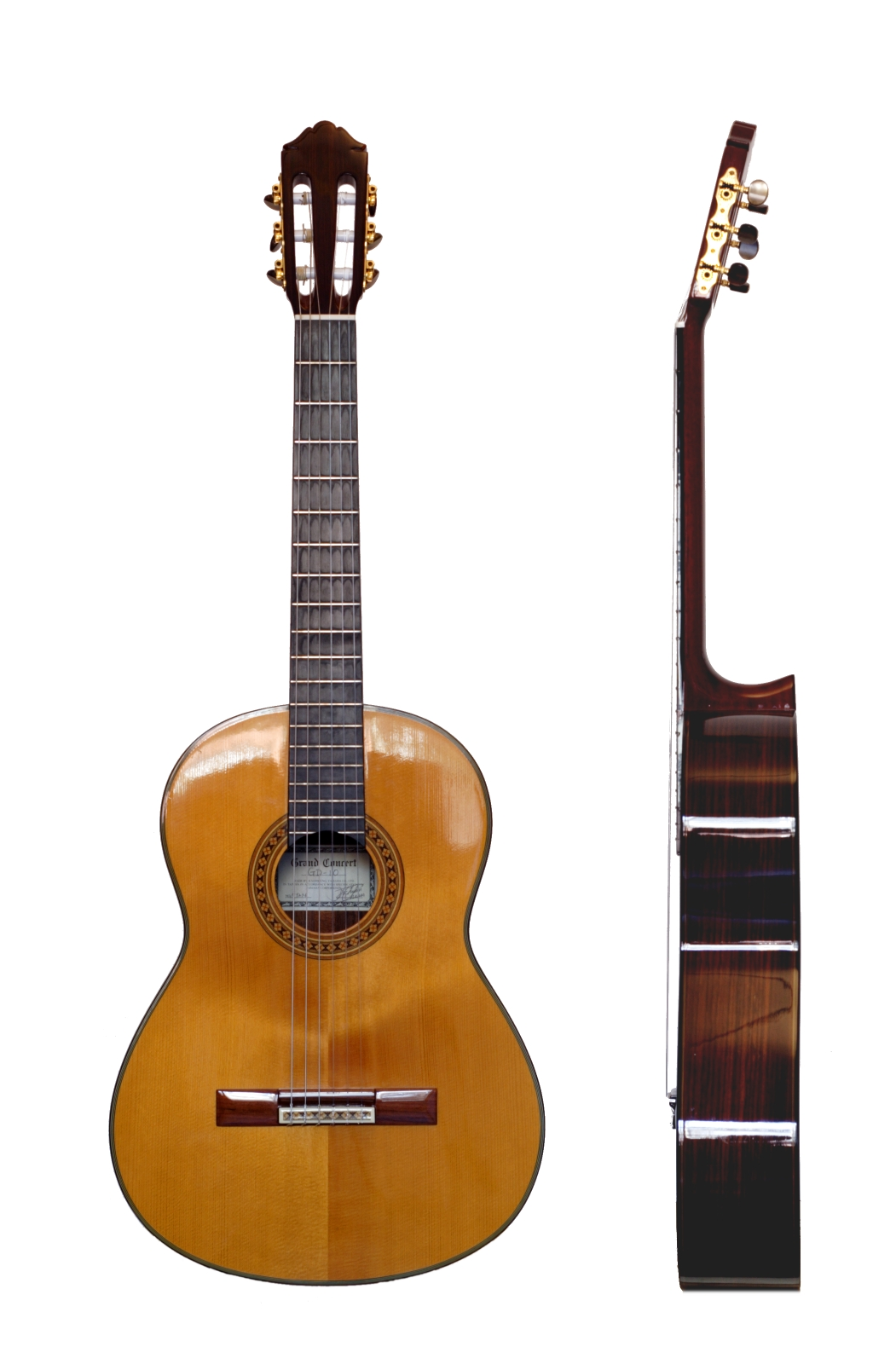
гітара
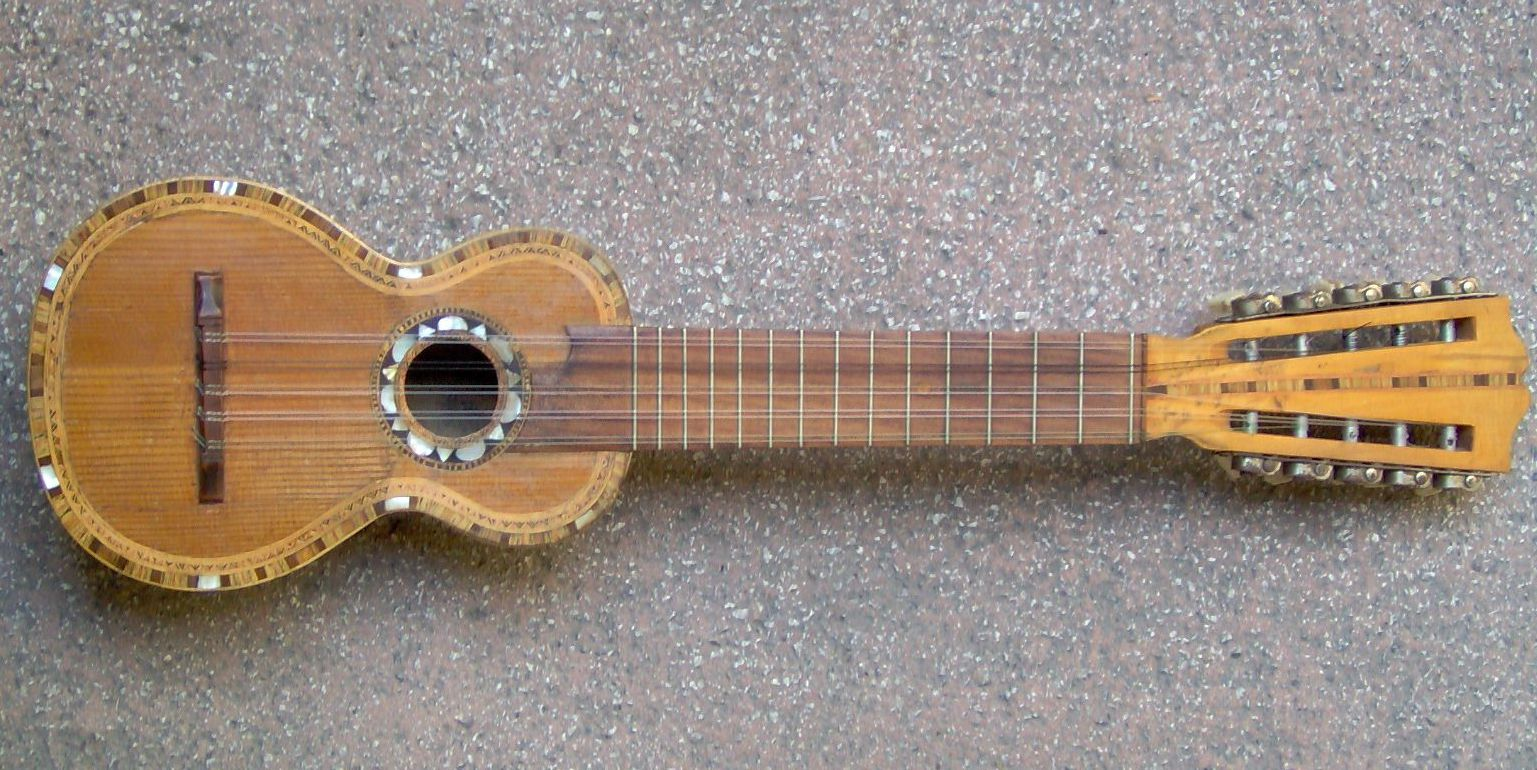
Чаранго
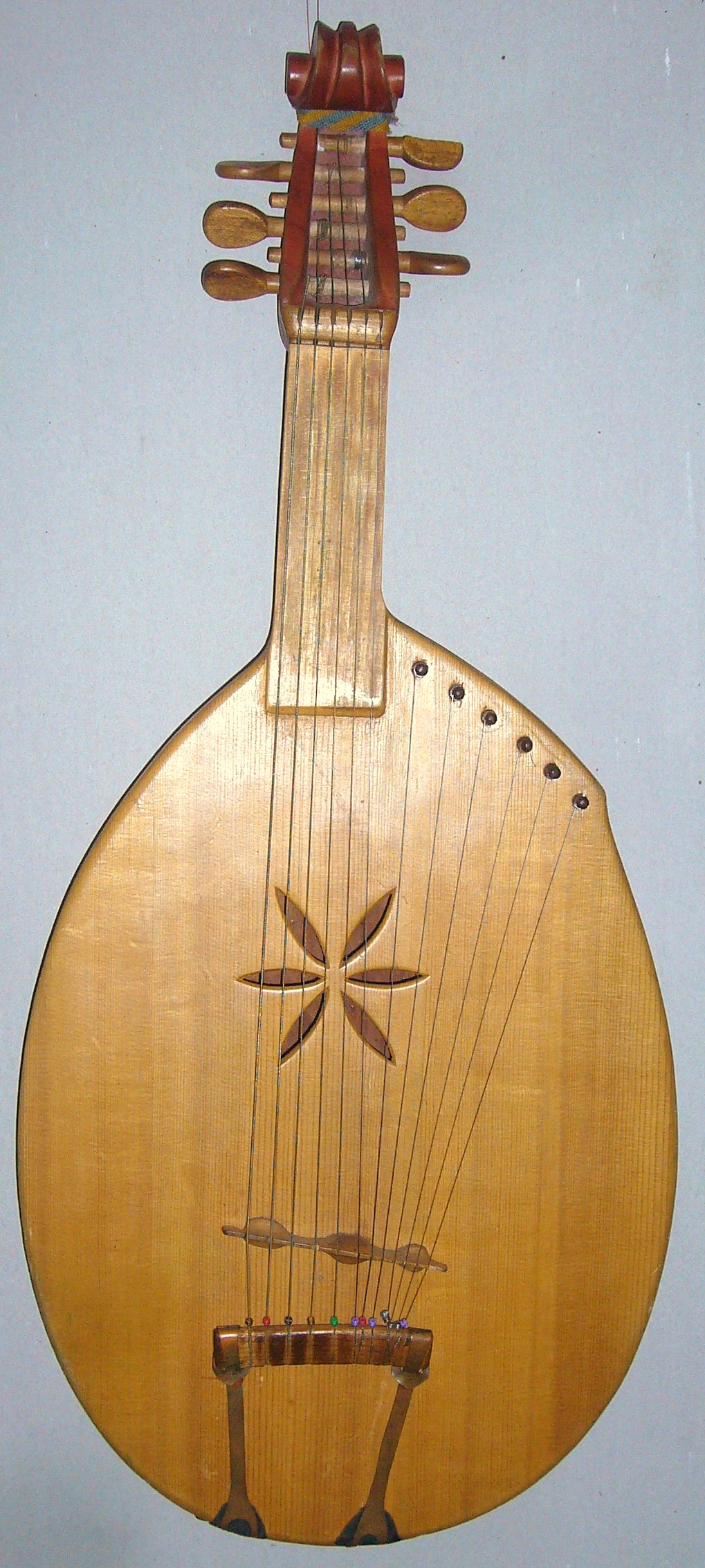
Кобза
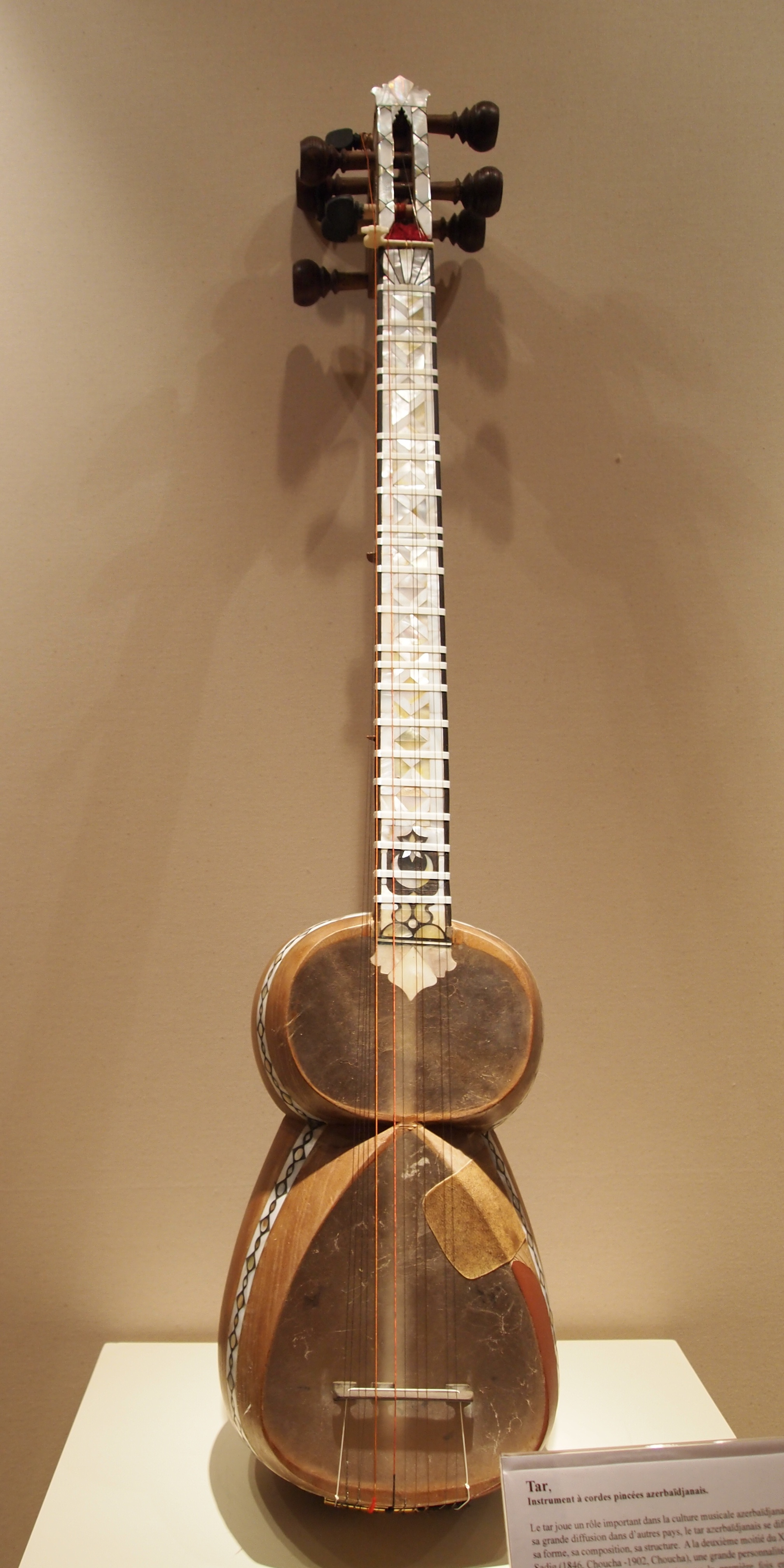
Тар
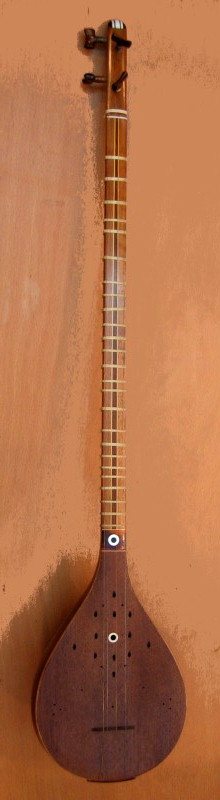
Сетар

Сімейство цитри
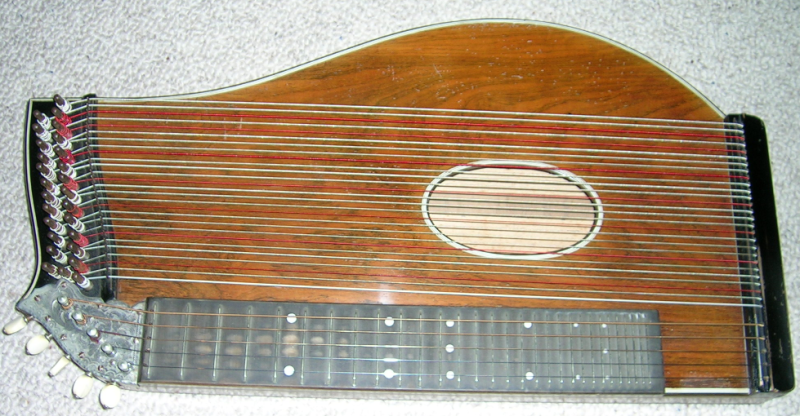
Цитра
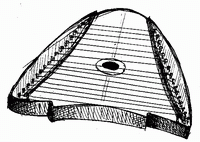
Гуслі
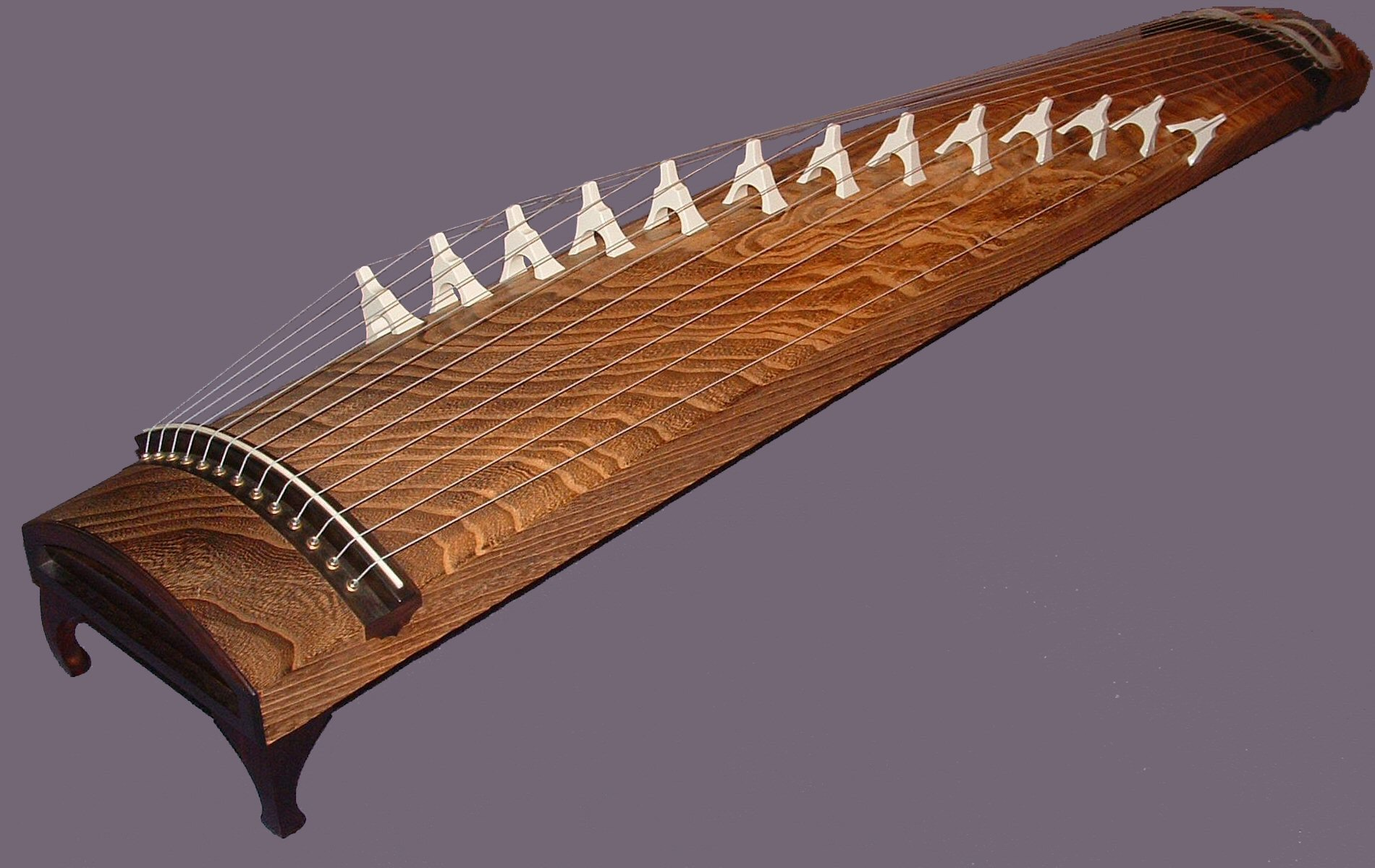
Кото

- Сімейство арфи
- Арфа
- Ченг